# Аничков дворац
Аничков дворац (рус. Аничков дворец) је бивша царска палата у Санкт Петербургу, налази се раскрсници Невски Проспект и реке Фонтанке.

## Историја

### 18. век
Аничков дворац је смештен на парцели која је раније била у власништву Антон де Вијеира (1682—1745), добила је име по оближњем мосту Аничков преко реке Фонтанке. Дизајниран је за царицу Јелисавету I Петровну (1741—1762) у барокном стилу. Дворац је постао познат као најимпозантнија приватна резиденција у доба Петровне. Неки наводе да су архитекти Франческо Бартоломео Растрели и Михаил Земцов били одговорни за дизајн. Главна фронта окренута је ка реци и првобитно је била повезана каналом.
Грађевински радови трајали су тринаест година, завршени су 1754. године када је Јелисавета I Петровна поклонила палату Алексеју Разумовским. После његове смрти 1771, палата је припала Катарини Великој (1762—1796) која ју је поклонила Григорију Потемкину 1776. Архитекта Иван Старов оптужен је за обимну обнову палате у ново-помодном неокласичном стилу, која је изведена 1778. и 1779. године. Истовремено, енглески баштенски архитекта Вилијам Хулд, уредио је редовни парк.
После Потемкинове смрти (1791), палата је враћена краљевству и прилагођена је кабинету царског величанства.

### 19. и 20. век
Последњи главни структурни додаци урађени су се за време владавине Александра I Павловича (1801—1825). Структура је формулисана у ригорозном неокласичном стилу. Три године касније, Александар I поклонио је палату својој сестри, војвоткињи Елени Павловној. Неколико архитеката је од тада радило на здању, а његова унутрашњост је континуирано обнављана.
Након венчања 1866. године, Александар III Александрович и његова супруга Марија Фјодоровна, претворили су Аничков дворац у своју резиденцију у Санкт Петербургу. Тамо су њихова деца, укључујући последњег руског цара Николаја II Александровича, провела детињство и након што је Александар III ступио на престо 1881. године, више је борави у Аничков дворцу (за разлику од Зимског дворца). Аничков је обезбедио поставку за бројне породичне свечаности, укључујући венчање Ирине Александровне Романове са принцом Феликсом Јусуповом 1914. године. Мајка Николаја II, пошто је постала царица, наставила је да борави у двору све до фебруарске револуције 1917, иако се преселила у Кијев далеко од Санкт Петербурга. После револуције уселило се Министарство провизија.
После Октобарске револуције у новембру 1917, бољшевичка влада национализовала је Аничков дворац и претворио га у градски музеј Санкт Петербург. После 1934. године, када је претворена у Палату пионира, у дворцу је било смештено преко сто клубова за ваншколске установе за више од 10.000 деце. Иако је мали музеј унутра отворен за јавност у одређено време, здање обично није доступно туристима.

## Галерија
- Главно степениште
- Концертна дворана
- Плесна сала
- Плава сала
- Плава соба, плафон
- Оранжери
- Библиотека
- Библиотека, плафон